# Lamassa
Lamassa is een eiland in Papoea-Nieuw-Guinea. 
Het enige zoogdier dat er voorkomt is de muisachtige Melomys rufescens.